# Anny Romand
Anny Romand är en fransk författare och skådespelare, uppvuxen i Marseille. Hon har som skådespelare synts i filmer av bland annat Beneix och Godard. 2015 debuterade hon som författare med den uppmärksammade dokumentärromanen Min mormor från Armenien.

## Biografi
Anny Romand växte upp i Marseille, i sin mormor Serpouhi Hovaghians vård. Romand är barnbarn till den före detta borgmästaren i La Ciotat.
Som skådespelare har Romand figurerat i filmer av bland andra Beneix (Diva från 1981), Miéville, Godard, Oliveira och Boisset. Hon debuterade som skådespelare 1980 via TV-filmen Le Mandarin.
År 2000 debuterade Romand som dokumentärfilmare, då hon släppte filmen Afrikaan Strip-Tease
Romand debuterade som författare 2015 med dokumentärromanen Ma grand'mère d'Arménie, som 2017 kom ut i svensk översättning under titeln Min mormor från Armenien. Den finns även utgiven på armeniska, medan översättning till italienska planeras. Boken, som är skriven utifrån hennes mormors dagboksanteckningar från åren 1915–1918, berättar en släkthistoria omkring erfarenheterna av det armeniska folkmordet. Efter att ha överlevt folkmordet hade mormodern emigrerat till Marseille i Frankrike för att starta ett nytt liv där. Romand hörde ofta släkthistorien under sin uppväxt, men det var först 2014 som hon fann dagboksmaterialet.
Våren 2018 publicerades även Tystnaden före skräcken på svenska. Den är efter hennes franska bokmanus (Le Silence avant l'effroi) som dock ännu inte utgivits på franska. I denna historia försöker ett oönskat barn leta reda på en far hon aldrig sett. Boken utsågs av DN:s litteraturkritiker Niklas Wahllöf till en av de tre bästa böckerna år 2018.
Anny Romand är även verksam som översättare, bland annat av Alan Balls pjäser. Hon är sedan 2006 medarrangör av Une saison de Nobel, ett återkommande litterärt evenemang i Paris som syftar till att öka intresset för Nobelpristagare i litteratur.